# (6542) Jacquescousteau
(6542) Jacquescousteau es un asteroide perteneciente al cinturón de asteroides, región del sistema solar que se encuentra entre las órbitas de Marte y Júpiter.
Fue descubierto el 15 de febrero de 1985 por Antonín Mrkos desde el Observatorio Kleť.

## Designación y nombre
Designado provisionalmente como 1985 CH1. Fue nombrado en memoria de Jacques Yves Cousteau (1910-1997) quien fue un explorador marino, autor y cineasta documental francés.

## Características orbitales
Jacquescousteau está situado a una distancia media del Sol de 2,303 ua, pudiendo alejarse hasta 2,576 ua y acercarse hasta 2,030 ua. Su excentricidad es 0,119 y la inclinación orbital 3,737 grados. Emplea 1276,71 días en completar una órbita alrededor del Sol.

## Características físicas
La magnitud absoluta de Jacquescousteau es 14,18. Tiene 8,907 km de diámetro y su albedo se estima en 0,064.